# Phoenicidy
Phoenicidy jsou menší meteorický roj, který první zaznamenali pozorovatelé na Novém Zélandu, v Austrálii, Indickém oceánu a Jižní Africe během maxima kdy roj dosahoval četnosti zhruba 100 meteorů za hodinu, které nastalo v prosinci 1956. Stejně jako ostatní meteorické roje i Phoenicidy dostaly své jméno podle umístění radiantu, který se nachází v souhvězdí Fénixe. Roj je aktivní od 29. listopadu do 9. prosince, s vrcholem vyskytujícím se kolem 5/6. prosince každého roku, a jsou nejlépe vidět z jižní polokoule.
Phoenicidy jsou zřejmě spojeny s materiálem z rozpadající se komety D/1819 W1 (Blanpain).
Velmi slabý meteorický roj je v souhvězdí Fénixe vidět také v červenci a je nazýván jako červencové Phoenicidy.